# Астрагал каменеломний
Астрага́л каменеломний (Astragalus rupifragus) — вид трав'янистих рослин з родини бобових (Fabaceae).

## Опис
Багаторічна рослина 5–10 см заввишки, безстебельна або майже безстебельна. Віночок світло-жовтий. Боби з довгим 3–5 мм гострим носиком.
Період цвітіння: травень і червень.

## Поширення
Поширений в Україні й Росії; однак можливо, ендемік Криму.
В Україні вид зростає у степах і кам'янистих схилах — у гірському Криму й на Керченському півострові.